# Antenal
Antenal (olaszul: Antenal) falu Horvátországban Isztria megyében. Közigazgatásilag Novigradhoz tartozik.

## Fekvése
Az Isztriai-félsziget nyugati részén, Novigradtól 1 km-re keletre, a Mirna torkolatánál fekszik.

## Története
A településnek 1890-ben 25, 1910-ben 43 lakosa volt. Az első világháború után a rapallói szerződés értelmében Isztria az Olasz Királysághoz került. 1943-ban az olasz kapitulációt követően német megszállás alá került, mely 1945-ig tartott. A második világháború után a párizsi békeszerződés értelmében Jugoszlávia része lett, de 1954-ig különleges igazgatási területként átmenetileg a Trieszti B zónához tartozott és csak ezután lépett érvénybe a jugoszláv polgári közigazgatás. Jugoszlávia felbomlása után 1991-ben a független Horvátország része lett. 2011-ben 156 lakosa volt. Lakói mezőgazdasággal (szőlő, olajbogyó, gabona), halászattal és újabban egyre inkább turizmussal, vendéglátással foglalkoznak. A falu egykor kőbányájáról volt nevezetes, mára egyre inkább üdülőtelepüléssé válik. Területén szállodák, vízisportközpont, golfpálya, kemping és kikötő működik. A régi kőbánya felszámolásával helyén új üdülőközpont építését tervezik.

## Lakosság
| Lakosság változása | Lakosság változása | Lakosság változása | Lakosság változása | Lakosság változása | Lakosság változása | Lakosság változása | Lakosság változása | Lakosság változása | Lakosság változása | Lakosság változása | Lakosság változása | Lakosság változása | Lakosság változása | Lakosság változása | Lakosság változása |
| ------------------ | ------------------ | ------------------ | ------------------ | ------------------ | ------------------ | ------------------ | ------------------ | ------------------ | ------------------ | ------------------ | ------------------ | ------------------ | ------------------ | ------------------ | ------------------ |
| 1857               | 1869               | 1880               | 1890               | 1900               | 1910               | 1921               | 1931               | 1948               | 1953               | 1961               | 1971               | 1981               | 1991               | 2001               | 2011               |
| 0                  | 0                  | 0                  | 25                 | 36                 | 43                 | 0                  | 0                  | 97                 | 116                | 168                | 116                | 101                | 130                | 153                | 156                |